# Miriam Pérez
Miriam Pérez Guerrero (Mérida, Yucatán), Escultora conocida por la característica que presenta su obra, esa sensación de movimiento que la danza ofrece, pero plasmada en bronce. Es autora de la obra realizada con la técnica de bronce a la cera perdida “Carro de Sol” ubicada en Cuernavaca, Morelos. Su trabajo engloba un vasto arreglo de formas y medios de arte, incluyendo escultura en bronce, pintura, dibujo, vidrio fusionado y cerámica en cual es aplicado en áreas como escultura monumental y diseño arquitectónico. Ella también ha diseñado sets e iluminación para teatro y televisión, así como la coreografía de los mismos. Ella ha incursionado en Danza Contemporánea, dirigiendo y coreografiando. Diseñando iluminación, así como escenografía y vestuario. Actualmente reside en Cuernavaca.

## Formación Artística
- 1991 Masters en Science in Fine Arts, A&M University, Texas.
- Danza Contemporánea en Ballet Nacional de México, Martha Graham School of Dance y bella Lewitzky Co.
- 1967 Escuela Nacional de Artes Plásticas de San Carlos, Universidad Nacional Autónoma de México, México D.F.

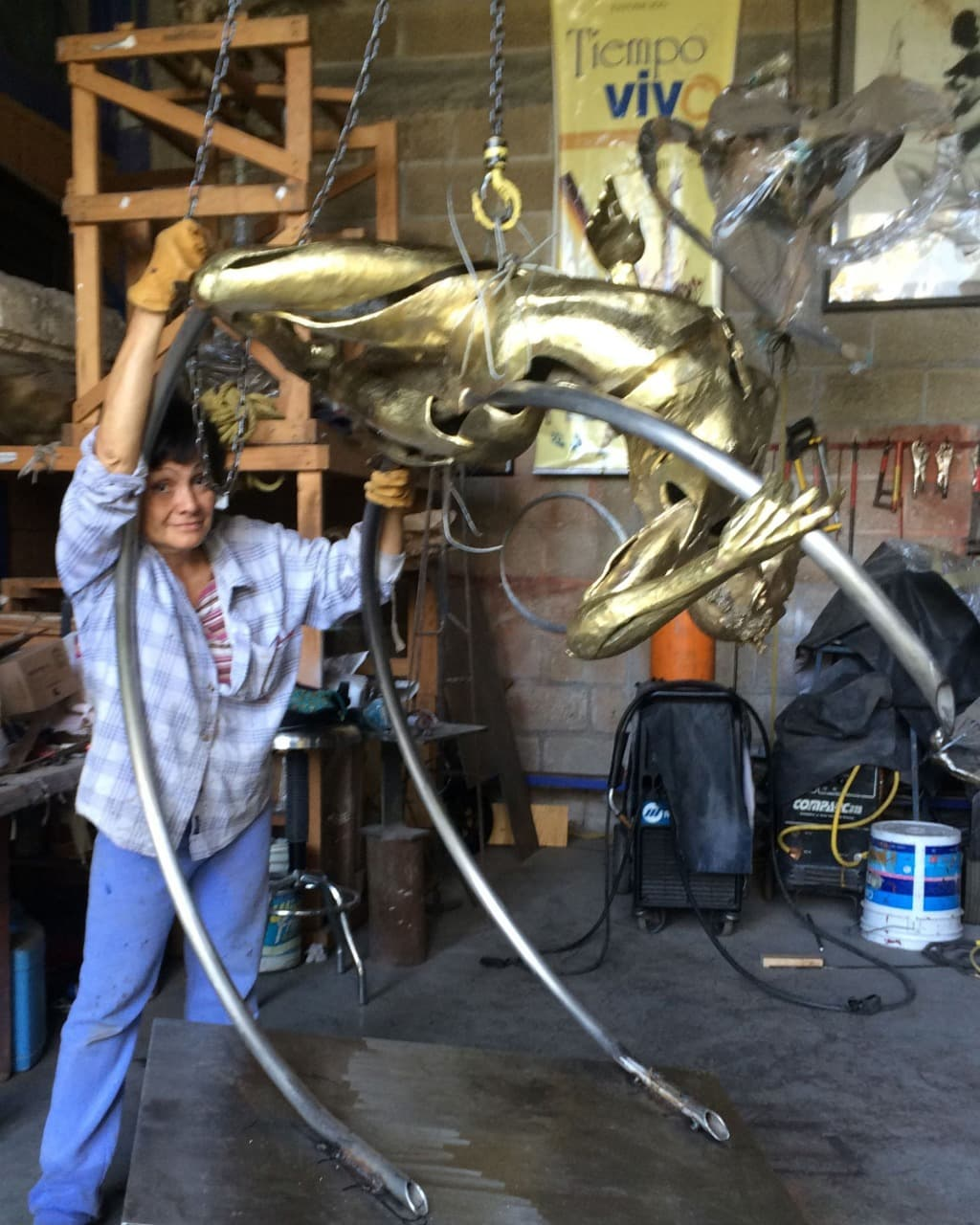
Miriam Pérez trabajando en su estudio.

## Obra escultórica
En cuanto a la escultura, su técnica preferida es el bronce a la cera perdida, pero también maneja otros materiales, casi todos metales, Su obra monumental puede apreciarse por muchas partes de la República Mexicana y el extranjero:
- Complejo Cultural de la BUAP, en Puebla Pue.
- Circuito Panamericano de Atletismo, Guadalajara Jal.
- Hotel La Muralla, Metepec Edo. Mex.
- Museo del Automóvil Globo rojo. El Paso, TX.
- Museo de la Escultura Metálica Andres Villa Pérez, Villaldemiro España.
- Casa de Cultura Valldoreix, Barcelona España y otros.

## Premios
Durante los años 2014 a 2019, la Universidad de Ixtlahuaca adquiere para su Campus, las obras: Pensador, Acqua y Vértigo.
En noviembre de 2016, su obra “La Madre Tierra", obtuvo por unanimidad el 1.er Lugar  en la Bienal Internacional de  Escultura de Valldoreix, Barcelona. España.
Al año siguiente, 2017, es convocada a recibir el Premio Internacional de Escultura en metal, Andres Villa Pérez en la localidad de Villaldemiro de Castilla y León. España. Premio que selecciona, aquellos artistas que trabajan directamente su obra en diferentes metales; conocedores de sus oficios y continuadores de estas técnicas.
Aquí mismo toma parte activa en la selección de artistas receptores de esta presea, como parte de su Consejo Consultivo, siendo el gran maestro español, Martin Chirino su candidato y  receptor de esta al año siguiente. 
Mismo año en que por iniciativa de su Alcalde, Facundo Castro del Cerro, con la colaboración de ilustres académicos, Dr. Espinel, Valladolid, Dra. Buxó, Barcelona; se inicia la construcción del Museo de la Escultura Metálica, a inaugurarse este 12 de noviembre de 2019, con obras de los artistas premiados.
Incluyendo la obra de su creación: Chac, dios maya de la lluvia. De su trabajo la Crítica de Arte Bertha Taracena nos dice: 
Agiles y plasmados por la artista tanto para brindar respuestas como para multiplicar interrogantes. Acción y resultado la vertiginosas las esculturas de MIRIAM PÉREZ cobran forma en cadenciosos contornos que sugieren lo inmediato y lo ignoto caracterizan, dentro de un espléndido  virtuosismo.

## Citas
"Creo que el arte debe comunicarse a golpe de vista, de primera impresión, de la misma manera en que la brisa o el sol tocan tu piel, o como una sonrisa o una lágrima mueven el alma. Mi trabajo está basado en la alegría del esfuerzo y el movimiento, la lucha de la vida y cómo se refleja en el cuerpo y el alma humana."
 Miriam Pérez